# Billbergia laxiflora
Billbergia laxiflora är en gräsväxtart som beskrevs av Lyman Bradford Smith. Billbergia laxiflora ingår i släktet Billbergia och familjen Bromeliaceae. Inga underarter finns listade i Catalogue of Life.